# 頂點處理公司
頂點處理公司（Acme Tackle Company）是美國釣魚用品商店。頂點處理公司有16個不同的路亞釣（lures），在超過1200個不同的類型，大小和顏色組合，其中有許多是專為特定種類的魚，如鱒魚、鱸魚。
頂點處理公司成立於1952年，由Arthur A. Lavallee決定進入美國釣具市場，他和弟弟 Al 成立了首飾的拋光與電鍍公司。Lavallee 採用了一些的首飾，並刻意模仿其形狀，以營造金屬捕魚誘惑。